# Юдін Микита Олександрович
Микита Олександрович Юдін (нар. 2 березня 2006, Первомайський, Харківська область, Україна) — український футболіст, півзахисник футбольного клубу «Буковина-2».

## Життєпис
Футбольний шлях розпочинав на рідній Харківщині у ДЮСШ Первомайський, а також у структурі харківського «Металіста». З 2019 по 2022 роки виступав у ДЮФЛУ за запорізький «Металург» — 40 матчів (6 голів). Дорослу футбольну кар'єру розпочав на початку 2023 року в складі запорізького фарм-клубу: «Металург-2», який виступав у другій лізі України. З сезону 2023/24 розпочав залучатись до лав основної команди «Металурга», який виступав у першій лізі України. Загалом за обидві запорізькі команди провів 30 офіційних поєдинків (9 матчів у першій лізі, 2 стикових поєдинка та 19 матчів (2 голи) у другій лізі), в яких відзначився 2 голами. Сезон 2024/25 провів у юнацьких складах «Вереса» та «Буковини» — в складі перших провів 8 поєдинків в УПЛ U-19, в складі других записав до свого активу 10 матчів (3 голи) у всеукраїнській лізі юніорів. З сезону 2025/26 виступає за фарм-клуб чернівецької «Буковини».